# Roger I. (Foix)
Roger I. († 1067) war ein Graf von Foix und seit 1050 als Roger II. Graf eines Teils von Carcassonne. Er war der zweite Sohn seines Vorgängers Graf Bernard Roger und dessen Ehefrau Gersende von Bigorre.
Roger I. war der erste seiner Familie, der sich Graf von Foix nannte. Sein Vater hatte bei seinem Tod (um 1036/1038) die Herauslösung des pays de Foix (Land von Foix) aus der Grafschaft Couserans verfügt, deren Rest Rogers jüngerer Bruder Peter Bernard bekam, um dort Roger als Erben einzusetzen. Zu diesem Land erhielt Roger gräfliche Rechte, womit die Grafschaft Foix letztlich begründet wurde.
Im Jahr 1034 ging Roger eine Erbvereinbarung mit seinem Onkel Bischof Peter Roger von Girona ein, wonach sich beide gegenseitig beerben würden. Roger sollte dabei alle nichtkirchlichen Besitzungen bekommen, die der Bischof besaß. Dies waren vor allem Burgen in der Grafschaft Carcassonne, wo der Bischof als Graf amtierte. Im Gegenzug war Roger bereit, seinen Onkel als Lehnsherren anzuerkennen und die Vormundschaft für seinen Nachfolger in Foix zu übertragen, falls Roger zu früh sterben sollte. Dieser Fall trat jedoch nicht ein, stattdessen starb 1050 der bischöfliche Onkel und Roger konnte dessen weltlichen Besitz (die Grafschaft Carcassonne) übernehmen.
In Carcassonne konnte Roger 1064 seine Position stärken, als er von seinem Cousin Graf Roger III. seine Erbrechte auf den Rest der Grafschaft bestätigt bekam, wie sie beider Vorfahr Graf Roger I. der Alte einst verfügt hatte. Sie teilten sich die Rechtsprechung und Roger III. verpflichtete sich zur Waffenhilfe gegen jeden Aggressor, der gegen Roger I. auftreten sollte, mit Ausnahme der Grafen von Toulouse, die Roger III. zuvor schon als Lehnsherren anerkannt hatte.
Graf Roger I. starb 1067. Er war mit einer namentlich unbekannten Frau verheiratet, mit der er aber keine Kinder hatte, weshalb ihm in der Grafschaft Foix sein Bruder Peter Bernard und dessen Sohn Roger II. nachfolgten. Seine Besitzungen in Carcassès übernahm Roger III., der so die gesamte Grafschaft Carcassonne unter sich vereinen konnte, er starb jedoch kurze Zeit später selbst.